# Poet Anderson: The Dream Walker
"Poet Anderson: The Dream Walker" es un cortometraje animado producido en colaboración entre Estados Unidos y Portugal. Fue dirigido por Tom DeLonge, Edgar Martins y Sergio Martins. La trama se centra en el personaje principal, Poet, quien descubre a su ángel guardián y su destino en el Mundo de los Sueños, un universo alternativo creado por los pensamientos inconscientes compartidos de la humanidad. El cortometraje incluye música de Angels & Airwaves, la banda de rock de DeLonge. 
La idea del personaje de Poet se originó hace una década antes de que se escribiera el guion inicial. Inspirado por películas como "Blade Runner" y "A Clockwork Orange", así como por animes como "Aoki Densetsu Shoot!" y "Akira", el arte conceptual inicial de Mike Henry fue desarrollado posteriormente en diseños por Sergio y Edgar Martins, animadores portugueses que contactaron a DeLonge en línea sin haber sido solicitados. Los hermanos reunieron un pequeño equipo y trabajaron independientemente en el proyecto durante un período de dos años.
La historia del cortometraje es la primera parte de un proyecto multimedia que incluye libros, una novela gráfica y, en algún momento, una largometraje. El cortometraje se estrenó junto con el álbum "The Dream Walker" de Angels & Airwaves el 9 de diciembre de 2014 y ganó el premio a la Mejor Película Animada en el Festival Internacional de Cortometrajes de Toronto.

## Trama
Poet Anderson, un soñador lúcido, es llevado a un universo alternativo donde se encuentra con su ángel guardián, el Caminante del Sueño, así como con su mayor miedo, el Terror Nocturno. Poet debe enfrentar sus demonios mientras su vida real y el mundo de los sueños colisionan.

## Producción
En 1999, en una habitación de hotel en París, DeLonge creó por primera vez el personaje de Poet, que está en gran parte basado en sí mismo. El diseño del personaje incluye un flequillo oscuro que DeLonge usaba previamente. El guion de la película también está influenciado por un estudio realizado por la Universidad de Stanford sobre pesadillas, el cual sugiere que estas preparan a los seres humanos para eventos del mundo real.
En 2012, el animador portugués Sergio Martins envió a DeLonge una versión animada de un conejo, que luego se convertiría en el icónico logo de la banda Blink-182 liderada por DeLonge. Martins expresó su disponibilidad para trabajar en animación, lo que llevó a DeLonge a invitar a Sergio y a su hermano gemelo, Edgar Martins, a colaborar en una película. Inspirados en el arte conceptual de Mike Henry, formaron un pequeño equipo de artistas para animar la película, utilizando una mezcla poco convencional de animación Flash y animación por computadora, gracias al uso de herramientas como Blender y XSI. DeLonge concedió a los hermanos Martins un gran nivel de libertad creativa, incluyendo la responsabilidad de reescribir el guion, desarrollar los personajes y el entorno de la película. Esta colaboración se originó por una mutua admiración hacia el anime japonés Aoki Densetsu Shoot!.

## Recepción

### Premios
Poet Anderson ganó el premio a Mejor Película Animada en el Festival Internacional de Cortometrajes de Toronto.